# Campoletis mucronella
Campoletis mucronella är en stekelart som först beskrevs av Thomson 1887.  Campoletis mucronella ingår i släktet Campoletis och familjen brokparasitsteklar. Arten är reproducerande i Sverige. Inga underarter finns listade.